# Schweinerei (Roman)
Der Roman Schweinerei mit französischem Originaltitel Truismes wurde 1996 von der französischen Schriftstellerin Marie Darrieussecq geschrieben. Übersetzt in die deutsche Sprache wurde das Werk 1997 von Frank Heibert. Die gesellschaftskritische Satire erzählt von einer jungen Frau, die eine Arbeitsstelle in einer Parfümerie annimmt. Durch ihr Arbeitsumfeld und ihre Tätigkeit, die weit über Massagen hinausgehen, verändert sich ihr Körper und sie verwandelt sich langsam in eine Sau.

## Der Bestseller
Ihr erstes Werk verfasste sie innerhalb sechs Wochen und schrieb parallel dazu an ihrer Doktorarbeit Autofiction et ironie tragique chez Georges Perec, Michel Leiris, Serge Doubrovsky, Hervé Guibert. Das Buch wurde in 30 Sprachen übersetzt, in 34 Ländern veröffentlicht und stand 1996 in vielen Ländern weit oben in den Bestsellerlisten. Weltweit wurden über 1.000.000 Exemplare dieses Romans verkauft. Truismes stand 28 Wochen lang auf dem ersten Platz der französischen Bestsellerliste und wurde national mehr als 250.000 Mal verkauft. Marie Darrieussecq wurde mit diesem Werk für den Prix Goncourt nominiert.
Die Filmrechte für das Buch sicherte sich der französische Regisseur Jean-Luc Godard.
Truismes ist bereits Darrieussecq’s sechster Roman. Allerdings der erste veröffentlichte, denn sie empfand ihre ersten Schriften selbst nicht gut genug, um diese zu veröffentlichen. Sie schickte ihr Werk Truismes an sechs Verlage und die vier Verlage P.O.L., Grasset, le Seuil und Fayard wollten das Buch sofort veröffentlichen. Darrieussecq entschied sich für den kleinsten Verlag P.O.L., bei dem noch heute die meisten ihrer Werke veröffentlicht werden.

## Inhalt
Eine arbeitslose, junge Frau, die namenlos bleibt, erhält eine Anstellung in einer Parfümerie. Schnell erkennt die Protagonistin, dass die Leistungen in dem Geschäft über Beratung und Massagen hinausgehen, doch sie findet Gefallen daran. Sie arbeitet fortan als Prostituierte und beschreibt ihre Tätigkeit als etwas Banales, gar etwas Normales, wenn nicht sogar Nebensächliches. Im Laufe der Zeit beginnt ihr Körper sich zu verändern. Zunächst färbt sich ihre Haut rosa, wird immer straffer, und sie bekommt immer weiblichere Kurven. Ihr wachsen sogar Zitzen und ein Ringelschwanz, und sie kann nur noch mit Schmerzen aufrecht stehen. Sie verwandelt sich in eine Sau und entwickelt folglich eine Aversion gegen jegliche Wurst- und Fleischwaren.
Ihre Klientel scheint die Veränderung nicht weiter zu stören, denn der Massagesalon bleibt weiterhin gut besucht. Allerdings scheinen sich die Kunden ebenfalls verändert zu haben. Es sind nicht mehr dieselben Kunden wie zu Beginn ihrer Tätigkeit in der Parfümerie. Ihre Klientel wird immer unverschämter, beschimpft sie während des Geschlechtsverkehrs und passt sich sogar dem körperlichen Erscheinungsbild der Protagonistin an. Die Kunden kriechen auf allen vieren und verhalten sich wie Tiere, indem sie Tierlaute ausstoßen.
Als die Veränderung der Protagonistin jedoch nicht mehr zu verstecken ist – ein Zustand, in dem sie kaum noch menschlich wirkt – verliert sie den Job im Massagesalon. Sie erfährt immer mehr Negatives, indem sie von ihrem Partner Honoré verlassen, für diverse Wahlkampagnen missbraucht wird und verschiedene Orgien mitfeiern muss.
Ihr Leben nimmt jedoch eine Wendung, als sie den Wolfsmenschen und Generaldirektor von Wolfado, Yvan, kennenlernt und sich in ihn verliebt. Er ist der erste Mann, der sie als das akzeptiert, was sie ist – eine Sau. Dennoch hält ihr Glück nicht lange an, denn auf der Jagd nach Yvan und ihr wird Yvan getötet. Nach diesem Erlebnis flüchtet die Protagonistin zu ihrer Mutter, zu der sie allerdings keine gute Beziehung pflegt. Spätestens als ihre eigene Mutter sie aufgrund ihres Äußerlichen angreift, erkennt sie, dass sie auch bei dieser kein glückliches Leben führen können wird. Sie wehrt sich und tötet ihre Mutter.
In der Gestalt einer Sau beginnt sie ein neues Leben im Wald, zusammen mit einem Eber und weiteren Schweinen. Sie ernährt sich von Eicheln und Kastanien. So wie Yvan es ihr beigebracht hatte, streckt sie mittlerweile ihren Kopf dem Mond entgegen, immer dann, wenn sie Menschengestalt annehmen möchte. Seit Yvan nicht mehr bei ihr ist, verbringt sie allerdings die meiste Zeit ihres Lebens als Sau.

## Stil und Form
Die gesellschaftskritische Satire ist in der ersten Person Singular geschrieben. Daher bleiben viele Hintergrundinformationen unbekannt. Manche Beweggründe dritter Personen können nicht nachvollzogen werden. Die Sprache, die Darrieussecq verwendet, ist vulgär, umgangssprachlich und doch simpel und für den Leser verständlich geschrieben. Die Protagonistin wendet sich direkt an den Leser:

« Je ne vous parle pas de la difficulté pour trouver ce cahier, ni de la boue, qui salit tout, qui dilue l'encre à peine sèche. »

« Mais avec les vieux habitués, tout en ayant à réfréner mes ardeurs et à accepter leurs lubies contre nature, vous savez de quoi je parle, il m'arrivait d'y trouver quand même mon compte. »

« Imaginez un peu, deux robes neuves le même jour. Et jolies encore. Le monsieur a appelé quelqu'un sur son téléphone portable et j'ai vu arriver, vous ne me croirez pas, une de mes anciennes copines vendeuses. »

### Der Schreibstil
Zu Beginn der Erzählung beschreibt die Protagonistin, dass das Schreiben sie schmerze, da sie in der Gestalt einer Sau, den Stift nicht gut halten könne. Sie lebt also zu Beginn des Romans bereits in der Gestalt einer Sau. Durch ihre einleitenden Worte, dass Leute durch ihre Geschichte ins Gefängnis gesperrt werden könnten, lässt sich bereits erkennen, dass die Handlungen und die Metamorphose der Protagonistin bereits geschehen sind. Auf knapp zwei Seiten berichtet sie von ihrer momentanen Lage und ihrem Leben und bereitet den Leser auf ihre Geschichte vor, in dem sie sich direkt an ihn wendet:

« …et je prie toutes les personnes qui pourraient s'en trouver choquées de bien vouloir m'en excuser. »

„…und ich möchte mich schon im voraus ganz herzlich bei ihm für alle Unannehmlichkeiten entschuldigen.“

Außerdem wendet sich die Protagonistin direkt an den Leser:

« Je ne vous parle pas de la difficulté pour trouver ce cahier, ni de la boue, qui salit tout, qui dilue l'encre à peine sèche. »

„Ich will gar nicht von den Schwierigkeiten reden, dieses Heft aufzutreiben, oder von dem Schlamm, der alles beschmutzt, und die kaum getrocknete Tinte verschmiert.“

« Imaginez un peu, deux robes neuves le même jour. Et jolies encore. Le monsieur a appelé quelqu'un sur son téléphone portable et j'ai vu arriver, vous ne me croirez pas, une de mes anciennes copines vendeuses. »

„Stellen Sie sich mal vor, zwei neue Kleider an einem Tag. Und dann so hübsche. Der Herr rief mit seinem Handy irgendwen an, und dann tauchte, Sie werden es nicht glauben, eine meiner ehemaligen Kolleginnen auf.“

Die Protagonistin scheint an einigen Stellen naiv und dumm. Ebenso ist sie ihrer Arbeit in dem Massagesalon nicht abgeneigt, also ist sie in der Liebe für vieles offen. So betrügt sie ihren Freund Honoré mehrere Male und stört sich nicht an den sonderbaren sexuellen Wünschen ihrer Kundschaft.
Die Protagonistin scheint sich über nichts zu wundern, weder ist sie entrüstet. Es erscheint als selbstverständlich und normal, im Schlaf zu grunzen und sich vor Schweinefleisch zu ekeln. Durch diese Gleichgültigkeit seitens der Hauptfigur, lässt sich die böse Ironie erkennen, die Marie Darrieussecq in ihrem Werk niederschreibt.

## Interpretation

### Das Verhalten der Protagonistin
Durch ihre Tätigkeit in dem Massagesalon, steigt die Protagonistin auf gesellschaftlicher Ebene immer weiter ab – sie verkauft ihren Körper an ihre Kunden. Diesen Abstieg möchte Marie Darrieussecq deutlich machen durch die Verwandlung in eine Sau. Ihre genauen Aufgaben in dem Massagesalon schildert sie jedoch gar nicht. So bricht die Protagonistin in ihrer Erzählung ab und überlasst es dem Leser, sich die Szene zu Ende zu denken oder sie beschreibt nur beiläufig:

« Le directeur de la parfumerie m'avait fait mettre à genoux devant lui et pendant que je m'acquittais de ma besogne je songeais à ces produits de beauté, à comme j'allais sentir bon, à comme j'aurais le teint reposé. »

« Mes massages avaient le plus grand succès, je crois même que le directeur de la chaîne soupçonnait que je m'étais mise de ma propre initiative aus massages spéciaux, alors que normalement on laisse un peu de temps à la vendeuse avant de l'y inciter. »

« Ils ne se rendaient compte de rien, trop occupés d'eux-mêmes et de leur plaisir, mais le lit de massage devenait, sous leurs nouvelles envies, une sorte de meule de foin dans un champ, certains commençait à braire, d'autres à renifler comme des porcs, et de fil en aiguille ils se mettaient tous, plus ou moins, à quatre pattes. »

### Dritte Personen
Da bei vielen Parteien, die ihr scheinbar schaden und sie zu Versuchszwecken ausnutzen wollen, unklar bleibt, was sie wirklich denken, ist deren ehrliche Absicht nur sehr schwer einzuschätzen.
So findet sich in dem Werk beispielsweise der afrikanische Marabut. Er probiert verschiedene Salben und Medikamente an ihr aus, da er glaubt, so ihre dicke Schweinshaut verändern zu können. Außerdem hat er einige Male mit ihr Geschlechtsverkehr und sie darf für ein Wochenende in seinem großen Haus wohnen.
Ein weiterer Charakter ist Edgar. Er ist ein sehr wichtiger Mann in der Politik und lässt sie gezwungenermaßen auf seiner Silvesterparty ins Jahr 2000 mitfeieren. Später macht er sie mit dem Generaldirektor von Wolfado bekannt – ihrem späteren Freund Yvan.
Ihr erster Freund, den sie im Aqualand, einem Schwimmbad, trifft, heißt Honoré. Zu Beginn scheinen die beiden eine sehr harmonische Beziehung zu führen. Doch mit der Aufnahme ihrer Tätigkeit und ihrer damit verbundenen Verwandlung streiten sich die beiden immer öfter und Honoré findet die Protagonistin nicht mehr sonderlich anziehend. Nach einem großen Streit trennen sich die beiden und die Protagonistin zieht bei ihm aus.
Ein weiterer Mann ihrem Leben ist ein Araber, dessen Namen sie nicht nennt. Die beiden können nicht miteinander sprechen, da er nur Arabisch sprechen kann. Trotzdem treffen sie sich über längere Zeit in ihrem Hotelzimmer, in dem sie nach dem Ende der Beziehung mit Honoré für mehrere Wochen lebt. Sie haben Geschlechtsverkehr und eines Tages wird sie von ihm schwanger. Allerdings verschwindet der Araber und sie sieht ihn nie wieder. Sie gebiert allein in der Kanalisation sechs kleine Ferkel, die allerdings schnell nach der Geburt sterben.

## Zitate
« J'espère que l'éditeur qui aura la patience de déchiffrer cette écriture de cochon voudra bien prendre en considération les efforts terribles que je fais pour écrire le plus lisiblement possible.Marie Darrieussecq. »

„Ich hoffe, der Verleger, der sich die Mühe macht, diese saumäßige Handschrift zu entziffern, wird mir zugute halten, dass ich mich furchtbar angestrengt habe, so leserlich wie möglich zu schreiben.“

« Encore un mois ou deux, et je ne pourrais plus du tout entrer dans ma blouse, mon ventre déborderait, et déjà ce n'était plus si excitant que ça aux bretelles et aus décolleté, la chair ressortait trop. »

„Noch einen Monat oder zwei, und ich hätte nicht mehr in meinen Kittel gepasst, mein Bauch wäre herausgequollen, an den Strapsen und dem Dekolleté war es eh schon nicht mehr berauschend, das Fleisch trug viel zu sehr auf.“

« Ces nouveaux clients avaient l'air de rechercher une vendeuse comme moi, qui ait vraiment envie, qui se trémousse et tout ça, je vous épargne les détails. »

„Diese neuen Kunden schienen genau so eine Verkäuferin wie mich zu suchen, die wirklich Lust hatte, die herumzappelte und so, na, ich erspare Ihnen die Einzelheiten.“

« Un ouvrier m'a donné un bout de son sandwich en disant: ‹Si c'est pas malheureux.› Moi, j'ai voulu lui dire merci, mais impossible d'articuler. »

„Ein Arbeiter gab mir ein Stück von seinem Sandwich und meinte: ‚Ist das ein Elend.‘ Ich hätte mich gern bei ihm bedankt, aber nichts zu machen, ich konnte kein Wort herausbringen.“

« Quand j'en avais assez d'être truie, si ça avait duré trop longtemps ou si ça tombait mal pour une raison ou pour une autre, je m'isolais dans notre chambre et je faisais des exercices de respiration, je me concentrais au maximum. C'est encore ce que j'essais de faire aujourd'hui pour écrire mieux, pour mieux tenir mon stylo, mais depuis qu'Yvan est mort j'y arrive de moins en moins bien. De toute façon, maintenant qu'est-ce que ça peut bien me faire d'être un cochon? »

„Wenn ich genug davon hatte, eine Sau zu sein, wenn es schon zu lange gedauert hatte oder aus dem einen oder anderen Grund ungelegen kam, dann zog ich mich allein in unser Schlafzimmer zurück und machte mit größtmöglicher Konzentration Atemübungen. Und heute versuche ich dasselbe, um besser schreiben, um den Stift besser halten zu können, doch seit Yvan tot ist, gelingt es mir immer weniger. Das kann mir jetzt sowieso egal sein, ob ich ein Schwein bin oder nicht.“

## Rezensionen
Die Kritiken zu Truismes sind ambivalent. Während einige Kritiker ihr Werk bewundern und als eines der Literaturwerke der 90er Jahre betiteln, empfinden andere Kritiker diese Ansicht als völlig übertrieben und finden keinen Gefallen an der Satire:

„Die eilige Mund-zu-Mund-Propaganda, es handle sich um eine veritable Sauerei, und die lüsterne Neugier eines skandalverliebten Publikums machen aus dem kleinen Erstlingswerk einen Sensationserfolg, wie ihn die französische Literaturszene seit Françoise Sagans Debüt ‚Bonjour tristesse‘ nicht mehr erlebt hatte.“

« Le thème de la métamorphose n'est pas vraiment nouveau en littérature. Déjà Homère transformait les compagnons d'Ulysse en pourceaux, Ovide muait ses héros en hiboux ou en ânes, et le commis voyageur de Kafka se réveillait un matin d'affreux cauchemar en insecte géant. Mais sur ce thème, l'auteur varie avec audace, humour et crudité, et cultive dans sa fable gaillarde et freudienne un réalisme faussement innocent. Truismes sent l'humus et suinte d'humeurs. »

„Das Thema der Metamorphose ist in der Literatur nicht wirklich neu. Schon Homer verwandelte Odysseus’ Gefährten in Schweine, Ovid machte seine Helden zu Eulen oder Eseln, und Kafkas Handelsreisender erwachte eines Morgens in einem schrecklichen Alptraum als ungeheures Ungeziefer. Der Autor behandelt jedoch dieses Thema mit Dreistigkeit, Mut, Humor und Unverblümtheit und erschafft in der freudianischen, munteren Fabel eine trügerische, unschuldige Realität. Truismes riecht nach Humusboden und schwitzt vor Humor.“

## Textausgaben
- Truismes, P.O.L., Paris 1996 ISBN 978-2-07-040307-3
  - Schweinerei. Übers. Frank Heibert. Fischer, Frankfurt 1998 ISBN 978-3-596-13718-3; wieder Wagenbach, Berlin 2017